# Gare de La Wantzenau
La gare de La Wantzenau est une gare ferroviaire française de la ligne de Strasbourg à Lauterbourg située sur le territoire de la commune de La Wantzenau, dans la collectivité européenne d'Alsace, en région Grand Est.
C'est une gare voyageurs de la Société nationale des chemins de fer français (SNCF), du réseau TER Grand Est, desservie par des trains express régionaux.

## Situation ferroviaire
Établie à 132 mètres d'altitude, la gare de La Wantzenau est située au point kilométrique (PK) 12,020 de la ligne de Strasbourg à Lauterbourg, entre les gares ouvertes de Hœnheim-Tram et de Kilstett.

## Histoire
La gare de La Wantzenau est mise en service le 25 juillet 1876, en même temps que la ligne de ligne de Strasbourg à Lauterbourg. Elle est exploitée par la Direction générale impériale des chemins de fer d'Alsace-Lorraine (EL).
Le 19 juin 1919, la gare entre dans le réseau de l'Administration des chemins de fer d'Alsace et de Lorraine (AL), à la suite de la victoire française lors de la Première Guerre mondiale. Puis, le 1er janvier 1938, cette administration d'État forme avec les autres grandes compagnies la SNCF, qui devient concessionnaire des installations ferroviaires de La Wantzenau. Cependant, après l'annexion allemande de l'Alsace-Lorraine, c'est la Deutsche Reichsbahn qui gère la gare pendant la Seconde Guerre mondiale, du 1er juillet 1940 jusqu'à la Libération (en 1944 – 1945).
En 1962, la gare dispose de plusieurs voies de service et d'un quai militaire.
En mars 2013, la fréquentation en voyageurs de la gare est de 664 montants et 608 descendus des trains de la ligne Strasbourg - Lauterbourg.
En 2014, la SNCF estime la fréquentation de la gare à 47 096 voyageurs.
Le bâtiment voyageurs de la gare est mis en vente par la SNCF en 2015. La commune de La Wantzenau pourrait se porter acquéreur et y installer un espace de coworking.

## Fréquentation
De 2015 à 2023, selon les estimations de la SNCF, la fréquentation annuelle de la gare s'élève aux nombres indiqués dans le tableau ci-dessous.
| Année     | 2015   | 2016   | 2017   | 2018   | 2019   | 2020   | 2021   | 2022   | 2023   |
| --------- | ------ | ------ | ------ | ------ | ------ | ------ | ------ | ------ | ------ |
| Voyageurs | 49 467 | 51 688 | 40 097 | 39 613 | 48 018 | 24 431 | 30 439 | 36 686 | 37 979 |

## Service des voyageurs

### Accueil
Halte SNCF, c'est un point d'arrêt non géré (PANG) à accès libre. Son bâtiment voyageurs est fermé au public. Elle est équipée d'automates pour l'achat de titres de transport TER.
La traversée des voies et le changement de quai s'effectuent par un platelage posé entre les voies (traversée de voie à niveau par le public, TVP).

### Desserte
La Wantzenau est desservie par des trains régionaux TER Grand Est :
- ligne Strasbourg - Rœschwoog - Lauterbourg.

### Intermodalité
Un parc pour les vélos et un parking pour les véhicules y sont aménagés. La gare est également desservie par la ligne de bus 72 et par le transport à la demande zonal Flex'hop de la Compagnie des transports Strasbourgeois.

## Patrimoine ferroviaire
L'ancien bâtiment voyageurs et une ancienne halle à marchandises, désaffectés au service ferroviaire, sont toujours présents sur le site de la gare.
Le même plan type a été utilisé sur la ligne pour les gares de La Wantzenau, Drusenheim, Rœschwoog et Seltz, les deux dernières ayant été détruites au cours de la Seconde guerre. De style néo-classique avec une façade en crépi rehaussée de pierre de taille, ils ne disposent pas de la tour d'horloge caractéristique de nombreuses gares AL mais s'articulent autour d'un pavillon de trois travées avec sur sa droite un avant-corps de deux travées surmontées par un pignon et sur sa gauche une aile basse de trois travées. Les toits des deux ailes à arrête longitudinale se terminent par une croupe.

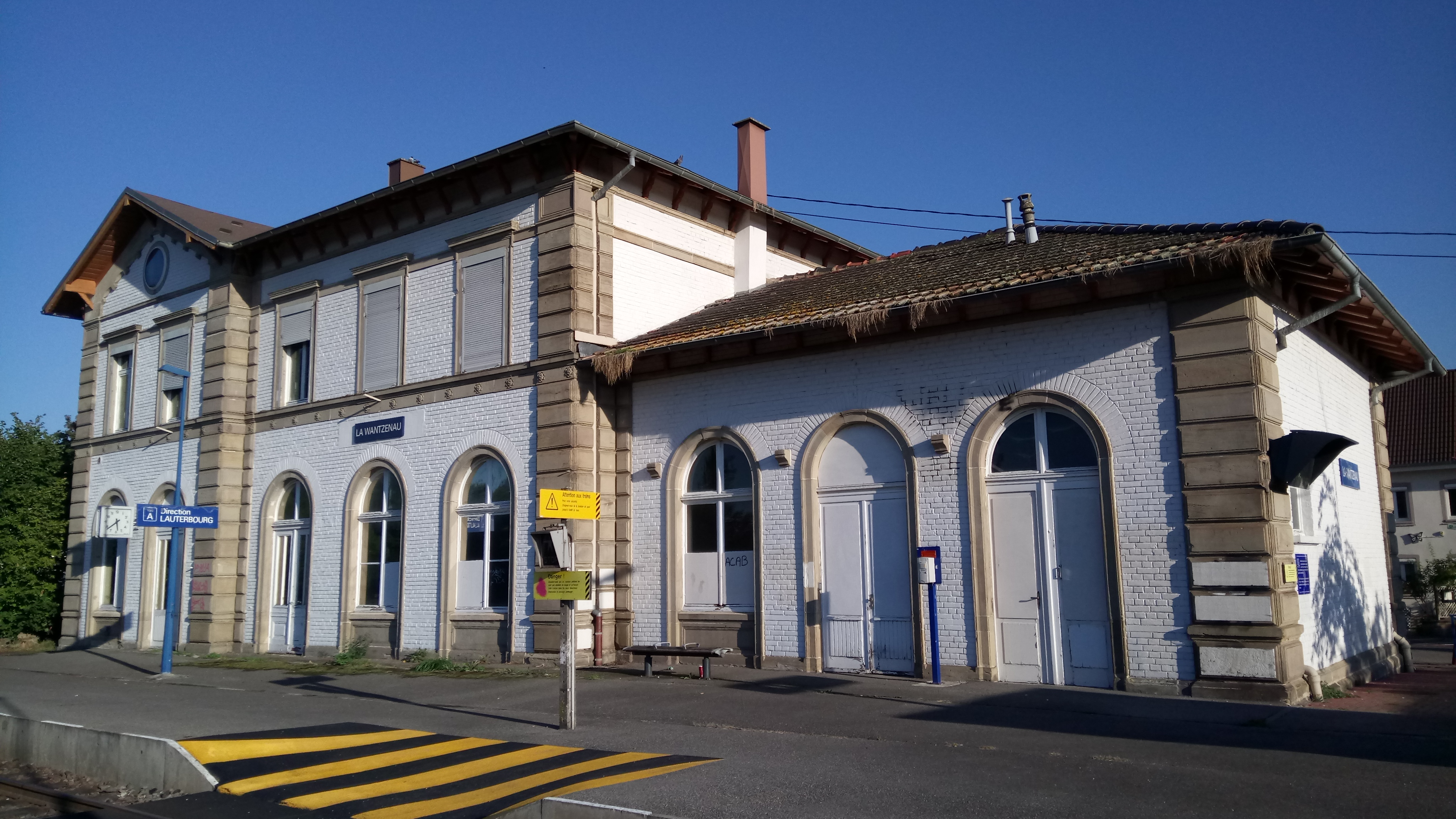
Le bâtiment voyageurs, côté voies.
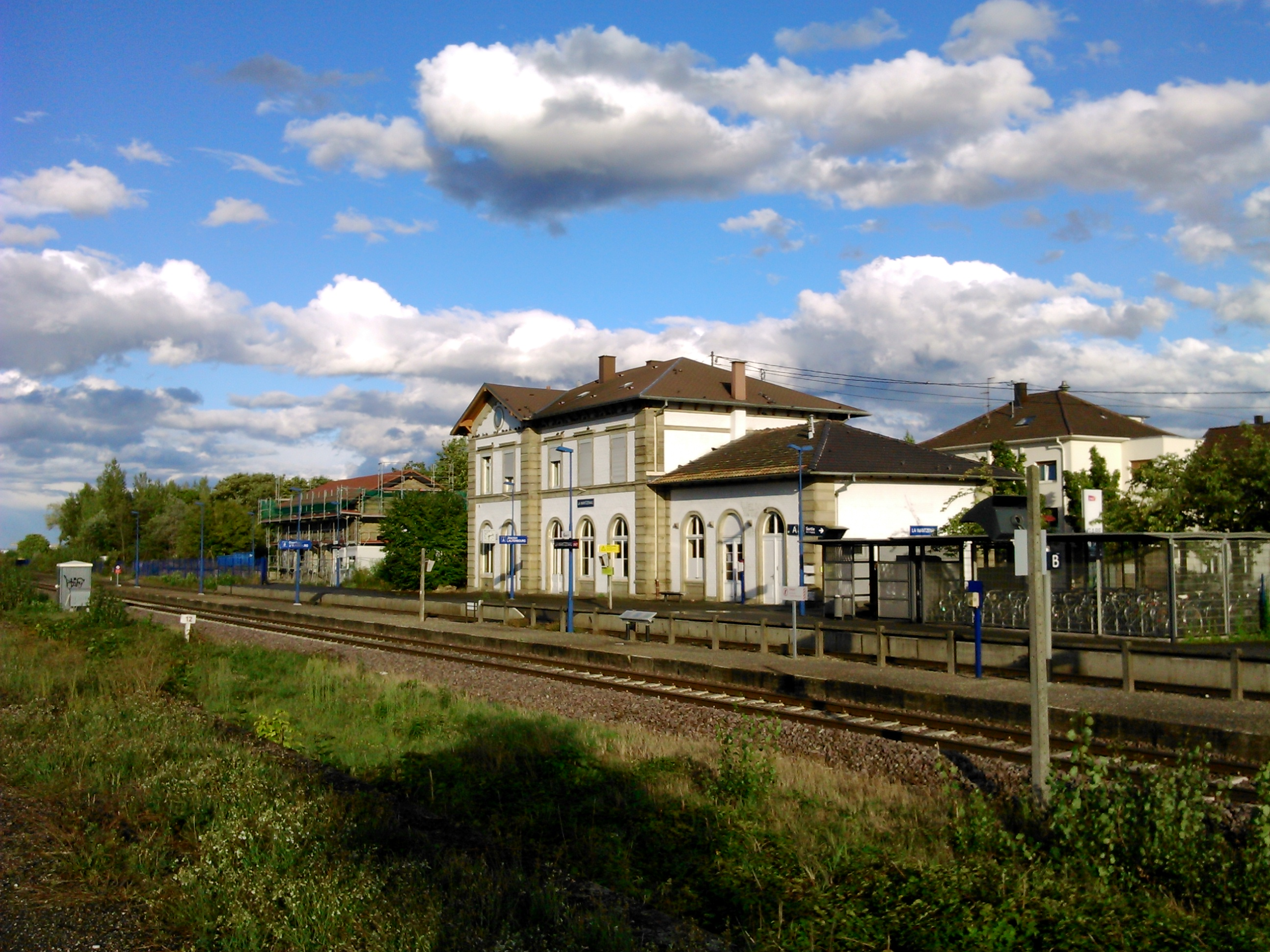
Vue générale, direction Lauterbourg.
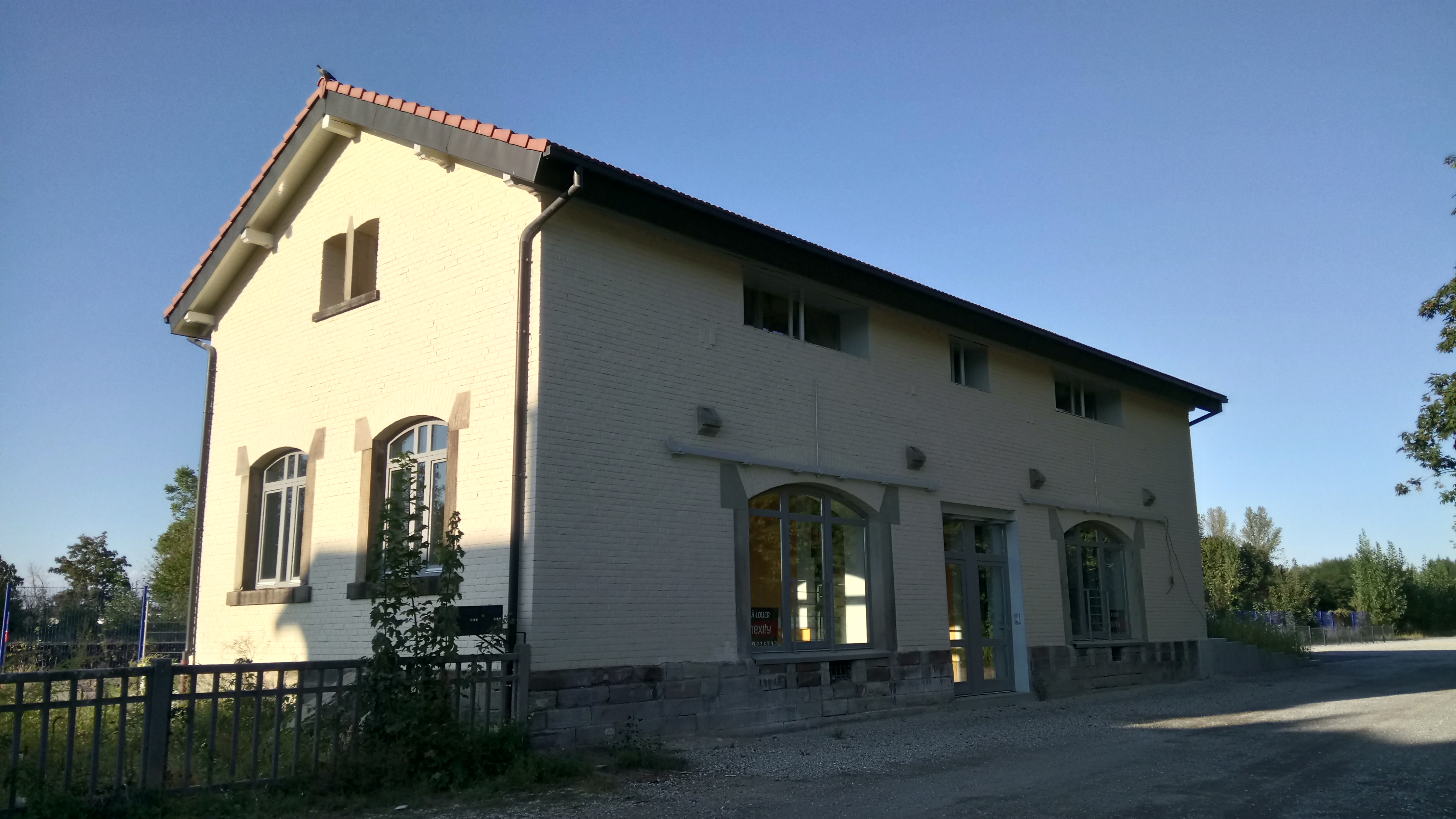
L'ancienne halle à marchandises.